# Thectochlora alaris
Thectochlora alaris är en biart som först beskrevs av Joseph Vachal 1904.  Thectochlora alaris ingår i släktet Thectochlora och familjen vägbin. Inga underarter finns listade i Catalogue of Life.